# Gli anni luce
Gli anni luce (Les années lumière) è un film del 1981 diretto da Alain Tanner.
La pellicola ha vinto il Grand Prix Speciale della Giuria al 34º Festival di Cannes.